# Réseau de coteaux calcaires du Ponthieu méridional
Réseau de coteaux calcaires du Ponthieu méridional este o arie protejată (sit de importanță comunitară — SCI) din Franța întinsă pe o suprafață de 41 ha, integral pe uscat.

## Localizare
Centrul sitului Réseau de coteaux calcaires du Ponthieu méridional este situat la coordonatele 50°02′49″N 2°01′20″E / 50.04694°N 2.02222°E.

## Înființare
Situl Réseau de coteaux calcaires du Ponthieu méridional a fost declarat arie specială de conservare în baza directivei 92/43 din 1992 referitoare la conservarea habitatelor naturale și a faunei și florei sălbatice pentru a proteja 1 specie de animale.

## Biodiversitate
Situată în ecoregiunea atlantică, aria protejată conține 2 habitate naturale: Pajiști uscate seminaturale și facies de acoperire cu tufișuri pe substraturi calcaroase (Festuco-Brometalia) (* situri importante pentru orhidee), Formațiuni de Juniperus communis pe lande sau pajiști calcaroase.
La baza desemnării sitului se află o specie protejată de  nevertebrate: Euplagia quadripunctaria.
Pe lângă speciile protejate, pe teritoriul sitului au mai fost identificate 14 specii de plante, 1 specie de mamifere, 16 specii de nevertebrate, 1 specie de reptile.